# Федеральный прокурор США

Флаг федерального прокурора США

Федеральный прокурор США или федеральный атторней (United States Attorney, federal prosecutor) — главный сотрудник федеральных правоохранительных органов в федеральном судебном округе США. В его ведении находятся связанные с нарушениями федеральных законовдела, в которых прокурор представляет федеральное правительство. Назначается президентом США «по совету и с согласия» Сената на четырёхлетний срок и непосредственно подчинён Генеральному прокурору США. Поддержку федеральным прокурорам оказывает Исполнительный офис прокуроров США (Executive Office for United States Attorneys). Такая поддержка, помимо прочего, включает в себя юридическое образование, административный надзор, техническую поддержку и создание единых политик.
В США действует 93 федеральных прокурора, при этом в стране 94 федеральных судебных округа (список) — один из прокуроров действует на территории двух округов. Деление на штаты не совпадает с делением на федеральные судебные округа.
У федерального прокурора может быть до нескольких сотен помощников (Assistant United States Attorney), которых также называют "федеральный прокурор" (federal prosecutor).

## История
Должность введена в 1789 году актом «Judiciary Act of 1789», через несколько дней после принятия которого Джордж Вашингтон утвердил 13 прокуроров. Изначально они участвовали лишь в делах о преступлениях, перечисленных в Конституции США. С 1870 года прокуроры подчинены Министерству юстиции. С 1896 года отменена система оплаты, пропорциональная количеству рассмотренных дел и введена единая система оплаты.

## Назначение
Федеральный прокурор США назначается президентом США на четыре года, при этом кандидат также должен быть утверждён Сенатом США. Федеральный прокурор продолжает исполнять свои обязанности сверх установленного срока до тех пор, пока не будет выдвинут и утверждён его преемник. По закону каждый федеральный прокурор может быть отстранён от должности президентом США. С 1986 года Генеральный прокурор США имеет право назначать временных федеральных прокурор для заполнения вакансий.

### Споры вокруг отставок
До 9 марта 2006 года управляющий закон 28 U.S.C. § 546 гласил:

(c) Лицо, назначенное прокурором США в соответствии с настоящим разделом, может исполнять свои обязанности до наступления одного из следующих событий:
(1) утверждение прокурора США данного округа, назначенного Президентом в соответствии со статьей 541 настоящего закона; или
(2) истечение 120 дней после назначения Генеральным прокурором в соответствии с настоящим разделом.
(d) Если срок назначения истекает в соответствии с подразделом (c)(2), окружной суд данного округа может назначить прокурора США для службы до заполнения вакансии. Постановление о назначении суда подается секретарю суда.

9 марта 2006 года президент США Джордж Уокер Буш подписал закон «Патриотический акт», который внёс поправки в раздел 546, исключив подразделы (c) и (d) и добавил следующий новый подраздел:

(c) Лицо, назначенное прокурором США в соответствии с настоящим разделом, может занимать должность до утверждения прокурора США данного округа, назначенного Президентом в соответствии с разделом 541 настоящего раздела.

Это, по сути, отменило 120-дневный срок для временных федеральных прокуроров, и их назначение имело неопределенный срок. Если президенту не удавалось выдвинуть какую-либо кандидатуру в Сенат, то процесс утверждения Сенатом пропускался, поскольку временно исполняющий обязанности федерального прокурора, назначенный генеральным прокурором, мог оставаться в должности без ограничений и дальнейших действий. В связи со спором об отставках федеральных прокуроров в марте 2007 года, Сенат и Палата представителей США проголосовали за отмену поправок «Патриотического акта». Законопроект был подписан президентом Бушем и вступил в силу в июне 2007 года.

## Роль
Федеральный прокурор является одновременно и основным представителем, и административным главой федеральной прокуратуры США или офиса федерального прокурора (Office of the U.S. Attorney) в отдельном федеральном судебном округе США. Федеральная прокуратура является главной структурой обвинения в федеральных уголовных делах и представляет США в гражданских делах в качестве ответчика или истца, в зависимости от обстоятельств.
Будучи главными сотрудниками федеральных правоохранительных органов, федеральные прокуроры могут руководить всем персоналом федеральных правоохранительных органов в своих судебных округах и могут приказывать им инициировать расследования, прекращать или останавливать расследования или помогать в расследованиях. На практике это включает в себя управление ресурсами Федерального бюро расследований, но также и других агентств Министерства юстиции США, таких как Бюро алкоголя, табака, огнестрельного оружия и взрывчатых веществ и Управления по борьбе с наркотиками. Федеральные прокуроры также могут сотрудничать с другими правоохранительными органами, не относящимися к Министерству юстиции, такими как Секретная служба США и Иммиграционная и таможенная полиция США. При этом, большая часть дел, связанных с федеральными преступлениями, расследуется и ведётся помощниками федеральных прокуроров (Assistant United States Attorney).